# Максім Ґеорґе
Максім (Maxim) Ґеорґе — румунський літературознавець, мистецтвознавець і педагог, доктор філософії (1941).

## Біографія
Народився 4 квітня 1901 року в с. Бурдюжени Сучавського повіту, Румунія. У 1920 році закінчив Ясський ліцей, у 1929 — літературно-філософський факультет Чернівецького університету. Все життя працював викладачем у середніх і вищих навчальних закладах Чернівців, Сучави, Бухаресту. Помер 15 березня 1967 року, Бухарест.

## Праці мистецтвознавця
- Камінь для справжнього монумента Ш. Іосіфа (Брашов, 1933).
- Сучава — центр мистецтва (Сучава, 1937).
- Руан — місто мистецтва і Жанни Д'Арк (Бухарест, 1940).
- Ще один із наших патріотів революції 1848 року: Думітру Голеску (Париж, 1931).

Його перу також належить чимало статей з питань мистецтва і педагогіки.